# Anthems for Doomed Youth
Anthems for Doomed Youth è il terzo album in studio del gruppo musicale inglese The Libertines, pubblicato nel settembre 2015.

## Tracce
1. Barbarians – 3:35
2. Gunga Din – 2:58
3. Fame and Fortune – 3:07
4. Anthem for Doomed Youth – 4:26
5. You're My Waterloo – 4:19
6. Belly of the Beast – 4:06
7. Iceman – 4:58
8. Heart of the Matter – 3:29
9. Fury of Chonburi – 2:40
10. The Milkman's Horse – 3:23
11. Glasgow Coma Scale Blues – 3:12
12. Dead for Love – 5:14

## Formazione
- Carl Barât
- Pete Doherty
- John Hassall
- Gary Powell